# عرفان أشرف
عرفان أشرف (1982 - ) هو لاعب كريكت باكستاني.

## وصلات خارجية
- عرفان أشرف على موقع إي آس بي آن كريك إنفو (الإنجليزية)